# Arhitektura Brazilije
Brazilska arhitektura je pod vplivom Evrope, zlasti Portugalske. Ima zgodovino, ki sega 500 let nazaj v čas, ko je Pedro Álvares Cabral leta 1500 prispel v Brazilijo. Portugalska kolonialna arhitektura je bila prvi val arhitekture, ki je šel v Brazilijo.
V 18. stoletju, v času cesarstva, je Brazilija sledila evropskim trendom in sprejela neoklasicistično, baročno in neogotsko arhitekturo. Nato je v 20. stoletju, zlasti v Brasílii, država eksperimentirala z modernistično arhitekturo. Modernistični pristop so poimenovali minimalizem brez potrebe po pretiranem naboru ali okrasju. Namesto tega je arhitektura postala bolj poenostavljena, s čistimi linijami in funkcionalno obliko. Ta slog je postal bolj priljubljen ob koncu druge svetovne vojne, ko je bila funkcija pomembnejša od oblike. V tem času je Oscar Niemeyer, ki je postal in ostal eden največjih modernistov na svetu, začel predstavljati slog, ki naj bi postal lasten slog Brazilije.

## Domorodna arhitektura
Različne skupine domorodnih Brazilcev so razvile arhitekturne sloge, ki so se razlikovali glede na regijo in razpoložljive materiale. Pomemben slog bivanja je tako imenovana oca. Lesena konstrukcija, prekrita s slamo ali palmovimi listi, ki je bila za skupno rabo in ni imela notranjih pregrad. Okoli okroglega trga bi lahko organizirali več prostorov. Dosegli so lahko do 30 m dolžine in 10 m višine.
Drug primer je maloca, vrsta velike skupne koče, ki jo uporabljajo nekateri staroselci v amazonskih regijah severne Brazilije in južne Kolumbije.
Ta ljudska arhitektura je še vedno pogosta med sodobnimi avtohtonimi ljudstvi v severni Braziliji. Zgodovinsko gledano ta vrsta arhitekture ni imela široke uporabe med neavtohtonimi Brazilci. Pred kratkim pa so ti arhitekturni modeli, na novo interpretirani s trenutnimi tehnikami in materiali, prejeli pozornost nekaterih arhitektov kot ekološka alternativa za reševanje sodobnega stanovanjskega problema.

## Portugalska kolonialna arhitektura v 16. stoletju
Kolonialna arhitektura Brazilije sega v zgodnje 16. stoletje, ko so Brazilijo prvič raziskali, ustvarili in naselili Portugalci, ki so ustvarili arhitekturo, ki so jo poznali v Evropi. Gradili so sakralne in posvetne stavbe, vključno s hišami in utrdbami v brazilskih mestih in na podeželju. Ustanovili so Recife, São Paulo, Rio de Janeiro, Salvador v kolonialnem obdobju; ta mesta so videla najboljši izraz brazilske arhitekture.
Stavbe tega obdobja so se razlikovale, ker so sledile podobnim pravilom, kot so:
- simetrija
- škatlasta struktura
- niše in vgradna okna
- zgrajene iz kamna in malte
- prekrite z ometom za gladek zaključek

Najboljši primeri so v mestu Salvador, s svojimi večbarvnimi kolonialnimi stavbami, ki orisujejo ulice in prikazujejo zgodovino Salvadorja.

### Salvador
Salvador, ustanovljen v 16. stoletju, je eno najstarejših mest v Braziliji in dom impresivnih kolonialnih in baročnih slogov. Mesto je postalo prva prestolnica Brazilije do leta 1763 in dom spektakularnih kolonialnih in baročnih slogov. Po zmagi nad Nizozemci v 17. stoletju so portugalski naseljenci zgradili in prenovili več utrdb vzdolž zaliva, vključno s trdnjavo São Marcelo. Pristanišče stoji popolnoma okroglo na majhnem grebenu, približno 100 m od obale. Brazilski pisatelj Jorge Amado ga je razložil kot 'popek Bahie'.
Eden najbolj znanih arhitekturnih del v Salvadorju je dvigalo Lacerda. Ta zgradba, zgrajena okoli leta 1872, je s štirimi dvigali povezovala zgornje in spodnje mesto, s klimatsko napravo in pogledom na zaliv. Poleg tega ima mesto številne stavbe s pomembnim kulturnim in zgodovinskim pomenom.

## Brazilska arhitektura 18.-19. stoletja
Brazilska arhitektura med 18. in 19. stoletjem je obdobje, v katerem so se v Brazilijo uvedli bolj evropski slogi, kot sta neoklasicistična in baročna arhitektura. To je bilo običajno pomešano z brazilskimi vplivi iz njihove lastne dediščine, kar je ustvarilo edinstveno obliko brazilske arhitekture.

### Barok
Najboljše primere baročne arhitekture v Braziliji najdemo v mestu Ouro Preto, kjer stavbe začnejo dobivati bolj okrašene oblike in zaobljene vogale. Nekatere strukture prikazujejo tudi poslikavo, ki je vključena v stene. Leta 1980 je Unesco mesto razglasil za »svetovni spomenik« s 13 cerkvami, 11 kapelicami, velikimi muzeji, starimi mostovi in dobro ohranjenimi hišami. Najbolje ohranjena rezidenca je Casa dos Contos, zgrajena leta 1780. Bež in bela trinadstropna stavba s kamnitim napajalnikom za konje na zadnjem dvorišču, kot tudi prostori iz temnega kamna, kjer so živeli sužnji. Danes stavba služi kot pisarna mestnih poštnih oblasti, obenem pa prikazuje zgodovino mesta in poenostavljene sloge.

### Neoklasicizem
Neoklasicizem se nanaša na stari Rim in Grčijo s prevzemom njunih velikih večnadstropnih stebrov in velikih trikotnih streh. Izjemna uporaba belega milnega kamna, apnenca ali marmorja je prav tako pokazatelj neoklasicističnih stavb. Odlični primeri so bili v mestu Manaus, natančneje v Amazonsko gledališče (Theatro Amazonas). Na prelomu 20. stoletja je v Braziliji začela uspevati amazonska regija. Naraščajoče količine denarja od izvoza iz regije nasadov kavčuka so cvetele zlasti v glavnem mestu Manaus. Bogati gumarski baroni so poskušali poustvariti razkošni življenjski slog evropskih elit. Da bi to naredili, so sredi deževnega gozda zgradili operno hišo, Teatro Amazonas. Gradnja se je začela leta 1884 pod nadzorom italijanskega arhitekta. Strešna kritina je prihajala iz Alzacije, pohištvo iz Pariza, marmor iz Italije in jeklo iz Anglije. Celotna kupola je čudovito prekrita s 36.000 okrašenimi keramičnimi ploščicami, pobarvanimi v barvah brazilske državne zastave: modri, rumeni in zeleni.

## Brazilska arhitektura 20. stoletja
V 1950-ih se je Brazilija odločila ustanoviti novo glavno mesto v notranjosti Brazilije, da bi pomagala pri razvoju notranjosti države. Mesto je bilo Brasília in videlo bi velik eksperiment v modernistični arhitekturi. Vladne stavbe, cerkve in meščanske stavbe so bile zgrajene v modernističnem slogu. V moderni dobi se je Brazilija v svoji arhitekturi začela opredeljevati kot okrožje. To je bilo storjeno s pomočjo najbolj znanega brazilskega arhitekta in oblikovalca Oscarja Niemeyerja. Zasnoval je Edificio Copan v São Paulu, enem največjih brazilskih mest, in celotno mesto Brasilia. Za njegove stavbe je bila značilna uporaba betona in prostih krivulj.

### Oscar Niemeyer
Niemeyer je kot mladenič delal za svojega očeta kot tipograf, preden je vstopil v Escola Nacional de Belas Artes. Po diplomi je Niemeyer odšel delat k Lúciu Costa, ki je bil arhitekt iz modernistične šole. Leta 1941 je Niemeyer začel svojo solo kariero z načrtovanjem več stavb, imenovanih arhitekturni kompleks Pampulha v mestu Belo Horizonte. Takrat je Niemeyer začel razvijati nekatere svoje dobro znane oblikovalske blagovne znamke, kot sta obsežna uporaba trdnega in nagnjenost k krivuljam. Niemeyer je izjavil: »Zavestno sem prezrl visoko hvaljeni pravi kot in racionalno arhitekturo T-kvadratov in trikotnikov, da bi z vsem srcem vstopil v svet krivulj in novih oblik, ki jih je omogočila uvedba betona v gradbeni proces«.
Zanimivo je, da je bil Niemeyer v mladosti predstavljen v brazilski komunistični partiji in se ji je uradno pridružil leta 1945. To je zanj postalo vprašanje leta 1964, ko je brazilska vojska odstavila vlado in na Niemeyerja gledala kot na nevarnega posameznika, zato je pretresla tudi njegovo pisarno. Šokiran se je odločil, da za vedno zapusti državo in se preseli v Francijo ter tam nadaljuje svojo kariero in oblikovanje.
Kljub temu je Niemeyer na novo definiral arhitekturo v Braziliji tako, da se je oddaljil od starih slogov in slogov, ki so pod vplivom Evrope, ter namesto tega ustvaril nove in estetske modele. Še posebej v mestih, kot je Brasília, kjer je pridobil strukturno rešitev, ki bi razlikovala mestno arhitekturo. Da bi to naredil, je strukture naredil zelo različne, pri čemer so stebri postali ožji na točki, kjer se zdi, da se strukture komaj dotikajo tal. Posledično Niemeyer ostaja eden najbolj znanih arhitektov v Braziliji, saj njegove strukture obiskujejo številni po vsem svetu.

### Predsedniška palača (Palácio da Alvorada)
Eden največjih Niemeyerjevih uspehov je bil Palácio da Alvorada v Brasílii. Dvonadstropna konstrukcija iz stekla in betona z ukrivljenimi nosilci, ki tvorijo fasado na vseh štirih stenah. Te stene so raztegnjene med nosilci so prosojne stene iz toniranega stekla. V ladjo se vstopi z impresivnim podzemnim prehodom in ne z običajnimi vrati. Tako je predsedniška palača skupaj s številnimi drugimi Oscarjevimi zasnovami opozorila na brazilsko arhitekturo in ustvarila sodoben slog tudi za Brazilijo.